# موراگلیتازار
موراگلیتازار (انگلیسی: Muraglitazar) یک آگونیست گیرنده فعال شده توسط تکثیرکننده پراکسی زوم دوگانه با میل ترکیبی به PPARα و PPARγ است. این دارو اثرات کاهنده قند خون دارد.